# BMI Film & TV Awards 2006
La 22ª edizione della cerimonia di premiazione dei BMI Film & TV Awards si è tenuta il 17 maggio 2006.

## Premi

### Film Music Award

#### Feature Film
George S. Clinton – FBI: Operazione tata (Big Momma's House 2)

#### TV Music Award
- Mark Mothersbaugh - Herbie - Il super maggiolino (Herbie Fully Loaded)
- Charlie Clouser – Saw II - La soluzione dell'enigma (Saw II)
- Henning Lohner – The Ring 2 (The Ring Two)
- Gustavo Santaolalla – I segreti di Brokeback Mountain (Brokeback Mountain)
- John Williams – La guerra dei mondi (War of the Worlds)
- Alex Wurman – La marcia dei pinguini (La marche de l'empereur)
- Clint Mansell – Sahara

### BMI TV Music Award
- Charlie Clouser – Numb3rs
- Mark Mothersbaugh – Big Love
- Mike Post – Law & Order - I due volti della giustizia
- Mike Post – Law & Order - Unità vittime speciali (Law & Order: Special Victims Unit)
- Jeff Lippencott – Unan1mous

### Cable Award
- Matt Koskenmaki – American Chopper: The Series
- Michael Corcoran – Chris Alan Lee Drake & Josh
- Adam Zelkind – Hogan Knows Best
- Dan Radlauer – Hogan Knows Best